# Величко, Василий Арсеньевич
Васи́лий Арсе́ньевич Вели́чко (1908, Змеиногорский уезд, Томская губерния — 17 апреля 1987, Москва) — советский партработник, писатель и публицист, журналист.

## Биография
Родился в 1908 году в зажиточной крестьянской семье, в селе Новенском (Новеньком) Локтевской волости Змеиногорского уезда Томской губернии (на Алтае). Его отец умер, когда ему было 3 года.
Окончил 3-классную приходскую школу, что позволило ему в 1919 г., когда он ушёл из семьи (с отчимом отношения не сложились) в волостное село Локоть, поступить на службу рассыльным в лесничество. При Советах перешёл на должность переписчика в Локтевской волостной ревком.
В марте 1920 г. Величко, в возрасте 12-лет, вступает в комсомол и, одновременно, в «коммунистический боевой отряд по борьбе с кулацкими бандами» (ЧОН); получает звание рядового «второго разряда подготовки». В ЧОНе прослужил до 1923 года.
1924 год: вступает кандидатом в РКП(б).
Тогда же начал учёбу на пропагандистском отделении Семипалатинской губернской советско-партийной школы II ступени. (Обучение длилось 2 года.) По окончании, получил мандат уполномоченного по хлебозаготовкам Бухтарминского уезда; обеспечивал «перемещение зерна из личных закромов в государственные».
В 1931 г. Величко направили на должность инструктора-пропагандиста Нарымского окружкома ВКП(б).
Наиболее известен Василий Арсеньевич своим письмом Сталину о том, что на острове посреди Оби (Назинский Остров в Нарымском округе) в 1933 году умерли от голода пять тысяч спецпереселенцев.
Письмо Величко в сентябре 1933 года рассматривалось в Политбюро. Письмо было отпечатано в трёх экземплярах, кроме Москвы было отправлено краевому и окружному партийному руководству, в Новосибирск — Роберту Эйхе и в Нарым — секретарю окружкома. Изложенные в нём данные были подтверждены проверками нескольких комиссий. Часть этих документов, рассекреченных в годы перестройки, впервые была опубликована в сборнике «Спецпереселенцы в Западной Сибири 1933—1938».
Письмо Величко вызвало большой скандал в аппарате ЦК и руководстве ГПУ. Осенью 1933 года для расследования обстоятельств массовой гибели спецпереселенцев в Назино прибыла комиссия Сиблага. Следствие подтвердило факты, изложенные в докладе, после чего все материалы были засекречены. В результате, были остановлены масштабные планы по депортации групп людей, классифицированных как «опасные» и «асоциальные», в спецпоселения для освоения необжитых и наиболее суровых территорий СССР.
С 1936 года занимался литературной деятельностью.
22 июня 1941 г. в составе 24-й армии Величко отправился из Новосибирска на фронт в качестве литератора: стал корреспондентом газеты политотдела 24-й армии «За честь Родины». Прошёл всю войну, был неоднократно ранен, дослужился до подполковника. Был награжден пятью боевыми орденами и шестью медалями.
Спецкором «Правды» В.А. Величко проработал с 1944 по 1956 г. — 12 лет. Очерки фронтового корреспондента В.А. Величко –по инициативе сверху– были опубликованы отдельной книгой «О великом и вечном»; книга выдержала пять изданий, была переведена на многие языки.

## Цитаты
Величко писал: 

Голодные, истощённые люди, без кровли, не имея никаких инструментов и в главной своей массе трудовых навыков и тем более навыков организованной борьбы с трудностями, очутились в безвыходном положении. Обледеневшие, они были способны только жечь костры, сидеть, лежать, спать у огня, бродить по острову и есть гнилушки, кору, особенно мох и пр. Трудно сказать, была ли возможность делать что-либо другое, потому что трое суток никому никакого продовольствия не выдавалось. По острову пошли пожары, дым. Люди начали умирать. Они заживо сгорали у костров во время сна, умирали от истощения и холода, от ожогов и сырости, которая окружала людей… В первые сутки после солнечного дня бригада могильщиков смогла закопать только 295 трупов, неубранных оставив на второй день.

«Я трезво отдаю себе отчёт в том, что написать такое письмо значит взять на себя большую ответственность. Я допускаю, что ряд моментов изложены не точно, могут не подтвердиться, или подтвердиться, но не полностью, допускаю, что многого я просто не знаю — потому, что пользовался неофицальными источниками, но я рассуждаю так: Ещё хуже молчать», – пишет Величко Сталину.

## Публикации
- Книга «О великом и вечном» (Очерки фронтового корреспондента В.А. Величко); которая выдержала пять изданий, она была переведена на многие языки.
- опубликованы два его романа: «Верую» и «Искажённый бог».
- Еще два романа: «В красном океане» и «Дорога к радужному горизонту» – остались в рукописях.

## Личная жизнь
Женат Василий Арсеньевич был дважды:
- примерно в 1935 г. в Ванжиль-Кынаке он женился на Анастасии Терентьевне Володкиной;
  - дочь: Наталья
- в 1944 г. в Туле женился на дочери репрессированного «врага народа» (царского офицера) Елене Ивановне Дьяконовой.
  - сыновья: Андрей и Константин.

Василий Арсеньевич проживал в Москве; скончался 17 апреля 1987 года; был похоронен на Ваганьковском кладбище в Москве.